# Phobocampe punctata
Phobocampe punctata là một loài tò vò trong họ Ichneumonidae.